# Olympische Sommerspiele 2000/Teilnehmer (Island)
| Gelbes Symbol für Goldmedaillen mit stilisierten Olympischen Ringen | Graues Symbol für Silbermedaillen mit stilisierten Olympischen Ringen | Braundes Symbol für Bronzemedaillen mit stilisierten Olympischen Ringen |
| ------------------------------------------------------------------- | --------------------------------------------------------------------- | ----------------------------------------------------------------------- |
| —                                                                   | —                                                                     | 1                                                                       |

Island nahm bei den Olympischen Sommerspielen 2000 zum 20. Mal an Olympischen Sommerspielen teil. Das Land wurde durch 18 Athleten in 5 verschiedenen Sportarten vertreten. Die einzige Medaille konnte durch die Leichtathletin Vala Flosadóttir gewonnen werden, die im Stabhochsprung die Bronzemedaille holte. Fahnenträgerin bei der Eröffnungsfeier war die Leichtathletin Guðrún Arnardóttir.

## Übersicht der Teilnehmer

### Leichtathletik
Frauen
- Guðrún Arnardóttir
400 m Hürden: 7. Platz

- Þórey Edda Elísdóttir
Stabhochsprung: 22. Platz in der Qualifikation

- Martha Ernstdóttir
Marathon: Aufgabe

- Vala Flosadóttir
Stabhochsprung: Bronze

Männer
- Magnús Aron Hallgrímsson
Diskuswurf: 21. Platz in der Qualifikation

- Jón Arnar Magnússon
Zehnkampf: Aufgabe

### Schießen
Männer
- Alfreð Karl Alfreðsson
Skeet: 47. Platz

### Schwimmen
Frauen
- Lára Hrund Bjargardóttir
100 m Freistil: 36. Platz
200 m Freistil: 27. Platz

- Íris Edda Heimisdóttir
100 m Brust: 33. Platz
200 m Brust: 32. Platz

- Eydís Konráðsdóttir
100 m Schmetterling: 39. Platz

- Kolbrún Ýr Kristjánsdóttir
100 m Rücken: 43. Platz
200 m Rücken: 32. Platz

- Elín Sigurðardóttir
50 m Freistil: 51. Platz

Männer
- Örn Arnarson
200 m Freistil: 15. Platz
200 m Rücken: 4. Platz

- Hjalti Guðmundsson
100 m Brust: 52. Platz

- Ríkarður Ríkarðsson
100 m Freistil: 58. Platz
100 m Schmetterling: 48. Platz

- Jakob Sveinsson
200 m Brust: 25. Platz

### Segeln
Männer
- Hafsteinn Ægir Geirsson
Finn: 42. Platz

### Turnen
Männer
- Rúnar Alexandersson
Mehrkampf Einzel: 50. Platz in der Qualifikation
Boden: 71. Platz in der Qualifikation
Sprung: 79. Platz in der Qualifikation
Barren: 35. Platz in der Qualifikation
Reck: 39. Platz in der Qualifikation
Ringe: 74. Platz in der Qualifikation
Seitpferd: 79. Platz in der Qualifikation